# مويسيس سييرا
مويسيس سييرا هو لاعب كرة قاعدة دومينيكاني، ولد في 24 سبتمبر 1988 في سانتو دومينغو في جمهورية الدومينيكان.

## وصلات خارجية
- مويسيس سييرا على موقع دوري كرة القاعدة الرئيسي (الإنجليزية)
- مويسيس سييرا على موقع الدوري الياباني لكرة القاعدة (الإنجليزية)
- مويسيس سييرا على موقعبيزبول رفرنس.كوم (الدوري الرئيسي) (الإنجليزية)
- مويسيس سييرا على موقعبيزبول رفرنس.كوم (الدوري الثانوي) (الإنجليزية)
- مويسيس سييرا على موقع إي إس بي إن.كوم (أم.أل.بي) (الإنجليزية)
- مويسيس سييرا على موقع مشجعي الرسوم البيانية (الإنجليزية)